# Samakh
Samakh, en arabe : سمخ, est un ancien village arabe palestinien situé à l'extrémité sud du lac de Tibériade, ou mer de Galilée, en Galilée ottomane, puis en Palestine mandataire et désormais en Israël. Il a été le théâtre d'une bataille (en), en 1918 durant la Première Guerre mondiale.
Au XIXe siècle, des migrants algériens s'installent à Samakh, transformant la ville en l'une des plus grandes concentrations algériennes du district. Entre 1905 et 1948, la ville est un arrêt important du ligne de chemin de fer de la vallée de Jezréel (en) et le chemin de fer du Hedjaz, le dernier arrêt effectif dans la Palestine mandataire britannique (la gare d'al-Hamma (en) était géographiquement isolée). En 1945, la ville compte 3 320 Arabes musulmans et chrétiens.
Une partie des habitants de la localité a dû fuir après la prise de la ville par les forces de la Haganah, le 3 mars 1948, et le reste est parti à la suite d'un assaut de la brigade Golani contre l'armée syrienne, le 18 avril 1948. La plupart des anciens habitants sont devenus des réfugiés déplacés, dits présents absents, dans la ville arabe de Nazareth. Désormais, la zone industrielle de Tsemah (en) et une partie du kibboutz Maagan se trouvent sur le site de l'ancien village.